# Веце
Веце (њем. Weeze) општина је у њемачкој савезној држави Северна Рајна-Вестфалија. Једно је од 16 општинских средишта округа Клефе. Према процјени из 2010. у општини је живјело 10.445 становника. Посједује регионалну шифру (AGS) 5154064, NUTS (DEA1B) и LOCODE (DE WZE) код.

## Географски и демографски подаци
Веце се налази у савезној држави Северна Рајна-Вестфалија у округу Клефе. Општина се налази на надморској висини од 18 метара. Површина општине износи 79,5 km². У самом мјесту је, према процјени из 2010. године, живјело 10.445 становника. Просјечна густина становништва износи 131 становника/km².

## Међународна сарадња
| Мјесто | Држава               | Врста сарадње | Од    |
| ------ | -------------------- | ------------- | ----- |
| Берген | Холандија            | пријатељство  | 1975. |
| Вотон  | Уједињено Краљевство | партнерство   | 1987. |
| Извор  |                      |               |       |